# Carnage : Les Meurtres de l'étrangleur de Hillside
Pour plus de détails, voir Fiche technique et Distribution.
Carnage : Les Meurtres de l'étrangleur de Hillside (Rampage: The Hillside Strangler Murders) est un film américain réalisé par Chris Fisher et sorti en 2006. Il est inspiré des meurtres commis par Kenneth Bianchi et Angelo Buono Jr., surnommés Hillside Strangler.

## Synopsis
Une psychologue avec des mœurs légères, Samantha Stone, est appelée par la police pour interroger un homme, Kenneth Bianchi.

## Fiche technique
- Titre original : Rampage: The Hillside Strangler Murders
- Titre français : Carnage : Les Meurtres de l'étrangleur de Hillside
- Réalisation : Chris Fisher
- Scénario : Chris Fisher et Aaron Pope
- Directeur artistique : Leslie Keel
- Décors : Chris Davis
- Photographie : Leslie Keel
- Montage : Annette Davey et Daniel R. Padgett
- Musique : Ryan Beveridge
- Production : Chris Fisher, Ash R. Shah et Clifton Collins Jr.
- Producteurs exécutifs : David Hillary, Todd King et Timothy Wayne Peternel
- Sociétés de production : Nightstalker LLC et Silver Nitrate Films
- Sociétés de distribution : Compound B, 20th Century Fox Home Entertainment  & Sony Sony Pictures Home Entertainment
- Pays de production :  États-Unis
- Langue originale : anglais
- Format : couleur, 35 mm
- Genre : thriller
- Durée : 85 minutes
- Dates de sortie : DVD première (sortie directe en DVD) 10 janvier 2006[Où ?]
- Public : Rated R

## Distribution
- Brittany Daniel  : Dr : Samantha Stone
- Lake Bell	: 	Jillian Dunne
- Clifton Collins Jr.	: 	Kenneth Bianchi
- Joleigh Fioreavanti	: 	Tanya
- Bret Roberts :	Jack
- Joseph McKelheer	: 	Joe
- Michael Haggerty	: 	l'inspecteur Smith
- Vanessa Nigro : Sally
- Channon Roe	: 	Dave
- Valerie Stodghill	: 	Melanie
- Tomas Arana  : 	Angelo Buono
- Rhino Michaels : Watch Commander
- Tom Wright (en)	: l'inspecteur Bryant
- Michael Hagerty	: l'inspecteur Smith
- Eddie Jemison	:	 Kantor